# Сьо Кен
Сьо Кен (яп. 尚 賢; 15 жовтня 1625 — 19 жовтня 1647) — 15-й ван Рюкю в 1640—1647 роках.

## Життєпис
Походив з Другої династії Сьо. Третій син вана Сьо Хо. Народився 1625 року. Два старших брати померли ще за панування батька. Тому Кена оголосили спадкоємцем трону і надали магірі (домени) Кумеджіма і Накагусуку.
1640 року спадкував владу. 1641 року затверджений Шімадзу Хісаміцу, правителем Сацума-хана. Мусив продовжувати політику втягування Рюкю в економічні відносини з Японією. При цьому відносини з Китаєм послаблювалися. Це зумовлено також занепадом династії Мін в 1644 році. Так, посольство Рююк, відправлене до мінського імператора, не потрапило до Пекіна, затримавшись у порту Фучжоу. оскільки імператор Чжу Юсун 1645 року мусив тікати під тиском манчжурів, то посольство повернулося до Рюкю. Наступного року було відправлено посольство до імператора Фуліня з династії Цін.
разом з тим за правління Сьо Кена було встановлено 2 типи дипломатичних посольств до бакуфу (в Японії називалося едоноборі, на Рюкю — едотаті). Перше (кейгасі) відправлялося під час вступу нового сьогуна до влади. При вступі нового вана Рюкю відправлялося посольство сяонсі. Усі посольство очолював спадкоємець трону.
З 1644 року наказав зводити численні маяки на островах. Помер 1647 року. Йому спадкував молодший брат Сьо Сіцу.